# 9e cérémonie des Saturn Awards
 (juin 2023).
Si vous disposez d'ouvrages ou d'articles de référence ou si vous connaissez des sites web de qualité traitant du thème abordé ici, merci de compléter l'article en donnant les références utiles à sa vérifiabilité et en les liant à la section « Notes et références ».
La 9e cérémonie des Saturn Awards, récompensant les films sortis avant 1982 — en grande partie en 1981 — et les professionnels s'étant distingués cette année-là, s'est tenue en 27 juillet 1982.

## Palmarès
Les lauréats sont indiqués ci-dessous en premier de chaque catégorie et en gras.

### Meilleur film fantastique
- Les Aventuriers de l'arche perdue (Raiders of the Lost Ark)
  - Le Choc des Titans (Clash of the Titans)
  - Le Dragon du lac de feu (Dragonslayer)
  - Excalibur
  - Rox et Rouky (The Fox and the Hound)

### Meilleur film d'horreur
- Le Loup-garou de Londres (An American Werewolf in London)
  - Réincarnations (Dead & Buried)
  - Le Fantôme de Milburn (Ghost Story)
  - Halloween 2 (Halloween II)
  - Wolfen

### Meilleur film de science-fiction
- Superman 2 (Superman II)
  - New York 1997 (Escape from New York)
  - Heartbeeps
  - Métal hurlant (Heavy Metal)
  - Outland

### Meilleur film à petit budget
- Fear No Evil
  - Alice, Douce Alice (Alice Sweet Alice)
  - Madman
  - À la limite du cauchemar (Night Warning)
  - L'Invisible Meurtrier (The Unseen)

### Meilleur film international
- La Guerre du feu
  - Le Cercle infernal (Full Circle/The Haunting of Julia)
  - Déviation mortelle (Road Games)
  - Bandits, bandits (Time Bandits)
  - Les Yeux de la forêt (The Watcher in the Woods)

### Meilleure réalisation
- Steven Spielberg - Les Aventuriers de l'arche perdue (Raiders of the Lost Ark)
  - John Boorman - Excalibur
  - John Carpenter - New York 1997
  - Terry Gilliam - Bandits, bandits
  - Michael Wadleigh - Wolfen

### Meilleur acteur
- Harrison Ford pour le rôle de Indiana Jones dans Les Aventuriers de l'arche perdue (Raiders of the Lost Ark))
  - Donald Pleasence - Halloween 2
  - Sean Connery - Outland
  - Christopher Reeve - Superman 2
  - Albert Finney - Wolfen

### Meilleure actrice
- Karen Allen - Les Aventuriers de l'arche perdue (Raiders of the Lost Ark)
  - Jenny Agutter - Le Loup-garou de Londres
  - Margot Kidder - Superman 2
  - Angela Lansbury - Le miroir se brisa
  - Lily Tomlin - La Femme qui rétrécit

### Meilleur acteur dans un second rôle
- Burgess Meredith dans Le Choc des Titans
  - Paul Freeman pour le rôle du docteur René Émile Belloq dans Les Aventuriers de l'arche perdue (Raiders of the Lost Ark)
  - Ralph Richardson dans Le Dragon du lac de feu
  - Craig Warnock dans Bandits, bandits
  - Nicol Williamson dans Excalibur

### Meilleure actrice dans un second rôle
- Frances Sternhagen - Outland
  - Maggie Smith - Le Choc des Titans
  - Helen Mirren - Excalibur
  - Viveca Lindfors - La Main du cauchemar
  - Kyle Richards - Les Yeux de la forêt

### Meilleur scénario
- Les Aventuriers de l'arche perdue (Raiders of the Lost Ark) - Lawrence Kasdan
  - Bandits, bandits - Terry Gilliam et Michael Palin
  - Le Loup-garou de Londres - John Landis
  - Outland - Peter Hyams
  - Wolfen - Michael Wadleigh, David Eyre

### Meilleurs costumes
- Excalibur - Bob Ringwood
  - Les Aventuriers de l'arche perdue (Raiders of the Lost Ark) - Deborah Nadoolman
  - Le Choc des Titans - Emma Porteous
  - Le Dragon du lac de feu - Anthony Mendleson
  - New York 1997 - Stephen Loomis

### Meilleurs effets spéciaux
- Les Aventuriers de l'arche perdue (Raiders of the Lost Ark) - Richard Edlund
  - Bandits, bandits - Jon Bunker
  - Le Choc des Titans - Ray Harryhausen
  - Le Dragon du lac de feu - Brian Johnson, Dennis Muren
  - Outland - John Stears

### Meilleure Musique
- Les Aventuriers de l'arche perdue (Raiders of the Lost Ark) - John Williams
  - Le Cercle infernal - Colin Towns
  - Le Choc des Titans - Laurence Rosenthal
  - Outland - Jerry Goldsmith
  - Superman 2 - Ken Thorne

### Meilleur maquillage
- Rick Baker - Le Loup-garou de Londres
  - Stan Winston - Réincarnations
  - Ken Chase - New York 1997
  - Basil Newall, Anna Dryhurst - Excalibur
  - Stan Winston - Heartbeeps

### Prix spéciaux

#### Golden Scroll of Merit
- Bo Svenson - À la limite du cauchemar

#### Outstanding Film Award
- La Guerre du feu

#### President's Award
- Bandits, bandits

#### Life Career Award
- Ray Harryhausen

#### Executive Achievement Award
- Hans J. Salter

#### Service Award
- Gary 'Zak' Sakharoff